# Binarna crna jama
Binarna crna jama ili binarna crna rupa (eng. 'binary black hole, BBH), sustav koji se sastoji od dviju crnih jama koje kruže jedna oko druge na bliskoj udaljenosti, mjereno svemirskim mjerilima. Popust samih crnih jama, binarne crne jame dijelimo na crne jame zvjezdane mase, nastalih ili od ostataka sustava dviju zvijezda velike mase ili dinamičnim procesima i uzajamnim zarobljavanjem, te binarnih (dvojnih) supermasivnih crnih jama za koje se vjeruje da su nastale spajanjem galaktika. 
Dugo godina teško je bilo dokazati postojanje dvojnih crnih jama zbog naravi samih crnih jama, te ograničenih sredstava za otkrivanje. Ipak, u događaju gdje se dvije crne jame trebaju spojiti, ogromna količina energije trebala bi biti otpuštena u okolicu kao gravitacijski valovi, različitih valnih oblika koje se može izračunati služeći se općom relativnošću. Stoga su zadnjih desetljeća 20. i početkom 21. stoljeća dvojne crne jame postale velikim predmetom znanstevnog zanimanja kao mogući izvor takvih valova, i sredstvom kojim bi se moglo dokazati postojanje takvih valova.

## Vanjske poveznice
- Binary Black Holes Orbit and Collide
- Merritt, David; Milosavljevic, Milos. 2005. Massive Black Hole Binary Evolution. Living Reviews in Relativity. Max-Planck-Institut für Gravitationsphysik. 8. arXiv:astro-ph/0410364. Bibcode:2005LRR.....8....8M. doi:10.12942/lrr-2005-8. Inačica izvorne stranice arhivirana 30. ožujka 2012. Pristupljeno 8. travnja 2018.